# Torun Lindholm
Anna Torun Lindholm, även Lindholm Öjmyr, född 19 april 1962 i Stockholm, är en svensk författare och professor i psykologi verksam vid Stockholms Universitet.